# Stade Taïeb Mhiri
Das Stade Taïeb Mhiri (arabisch ملعب الطيب المهيري) ist ein Mehrzweckstadion in der tunesischen Stadt Sfax. Es wurde bereits im Jahr 1938 eröffnet und bietet heute Platz für 22.000 Zuschauer.
Das Stadion wird überwiegend für Fußballspiele genutzt. Der Verein CS Sfax trägt hier seine Heimspiele aus.
Bei zwei Fußball-Afrikameisterschaften wurden im Stadion Spiele ausgetragen. 1965 fand ein Vorrundenspiel, 2004 fanden 5 Vorrundenspiele und ein Viertelfinale hier statt. Im Jahr 1977 war das Stadion Austragungsort der Vorrundengruppe D bei der Junioren-Fußballweltmeisterschaft.